# Ekstraspekcja
Ekstraspekcja – w psychologii jeden z poziomów świadomości, który polega na ściśle określonym odzwierciedlaniu istniejącej już rzeczywistości. Specyficzna dla danego człowieka jest ekstraspekcja pośrednia oraz uogólniona w postaci określonego systemu pojęć, gdyż umożliwia ona wówczas wiarygodną ocenę rzeczywistości.